# Guadalupe (Santander)
Pour les articles homonymes, voir Guadalupe.
Guadalupe est une municipalité colombienne située dans le département de Santander.